# Epsilon Columbae
Epsilon Columbae (Steaua lui Adeline) este denumirea Bayer a unei stele gigante din constelația Porumbelul. Are o magnitudine aparentă de 3,875. Se află la o distanță de aproximativ 531 ani-lumină ( 85 parseci) de Pământ.